# Andrea Prader
Andrea Prader (23 de diciembre de 1919 en Samedan, cantón de los Grisones - 3 de junio de 2001 en Zúrich) fue un pediatra y endocrinólogo suizo.

## Biografía
El profesor doctor Andrea Prader nació el 23 de diciembre de 1919, en Samedan, cantón suizo de Grisones. Inició sus estudios de Medicina en 1939 en Lausana y Zúrich, terminando la facultad de Medicina en 1945, a pesar de que fue llamado al cumplimiento del deber en la caballería de las Fuerzas Armadas Suizas durante la Segunda Guerra Mundial. Tras la formación de postgrado en anatomía (con Töndury en Zúrich) y medicina interna (con Vanotti en Lausana, cuyos trabajos estimularon su interés en los errores congénitos del metabolismo) decidió especializarse en pediatría
Se casó con Silvia Schucany en 1946, quien fue su compañera, también intelectualmente hablando, durante casi 5 décadas. Tuvieron tres hijos, dos varones y una mujer. En 1947, empezó su carrera profesional como médico auxiliar en el Hospital Infantil Kinderspital de Zúrich. Su carrera siguió avanzando, solo interrumpida por su visita a los Estados Unidos donde conoció a Lawson Wilkins (1894-1963), uno de los "padres" de la endocrinología pediátrica, cuya amistad fue determinante en el interés y el amor que, A. Prader, mostró durante toda su vida hacia la endocrinología pediátrica. En Nueva York, fue discípulo de Emmet Holt (1895-1974) en el Hospital Bellevue.
Pronto destacó dentro del grupo de discípulos y más cercanos colaboradores del profesor doctor Guido Fanconi. (1892-1979) en el Hospital de Zúrich. En 1951, fue Oberarzt (jefe de residentes), en 1957 Privatdozent (Catedrático auxiliar) y, en 1962, fue nombrado director del Hospital Kinderspital y sucedió a G. Fanconi como Jefe de Departamento, un cargo que mantuvo hasta que se retiró en 1986.
El profesor A. Prader era un hombre delgado, de mediana estatura, de voz clara, mente abierta y un gusto moderno. Gran aficionado al arte, sobre todo a la pintura expresionista y también, curiosamente, al circo, lo que puede sorprender a muchos. "Impresionaba por su rápida comprensión de nuevos conceptos, por su abrumador pensamiento analítico, su estricta disciplina intelectual, su perspicacia y lo preciso de sus formulaciones". Dr. Silvestre Frenk.

A veces podía dar la impresión de ser una persona seca y poco amistosa. Debido al hecho de ser miope y, a menudo, mentalmente preocupado en asuntos importantes, algunos colegas jóvenes podían quejarse de que no les saludaba o reconocía al cruzarse con ellos por los pasillos. "Nunca he conocido a nadie como él. Lo que realmente me impresionó sobre él fue, no sus cargos honoríficos, ni sus premios, si no el hecho de que siempre era objetivo y justo, y que nunca hizo promesas que no pudiera cumplir. Si el estudiante más joven quería preguntarle una cuestión sensible, él siempre conseguía tiempo para escucharle y responderle cuidadosamente. Si, por el otro lado, alguna persona "muy importante" decía algo que no tenía sentido, él se levantaba y se iba, sin esperar a perder más tiempo." Dr. Milo Zachmann (1936-2002, premio Andrea Prader en 1988)
Pionero en incorporar a la práctica clínica, el progreso de la tecnología y las nuevas posibilidades diagnósticas y terapéuticas, se adelantó a la mayoría de los hospitales pediátricos del mundo. Aunque él era, de corazón, un endocrino pediátrico, tuvo amplios conocimientos en todas las áreas de la pediatría, resultano difícil enumerar todos sus logros científicos y académicos.
Fue el primero en describir la hiperplasia suprarrenal del lípido (con Siebenmann en 1955), la descripción del SPW (con Labhart y Willi en 1956), la intolerancia hereditaria a la fructosa (con Froesch y Labhart en 1957) y la deficiencia de pseudo-vitamina D hipocalcémica como un tipo genético de raquitismo (con Ruth Llling), hoy conocido como raquitismo dependiente de vitamina D tipo I.
Presentó, con sus colaboradores, informes de casos poco comunes de interés fisiológico general, que supusieron un gran apoyo al establecimiento de laboratorios modernos (donde se refinaron los radioinmunoanálisis, la cromotografía del gas y la espectrometría de masa). Más adelante, facilitó e introdujo métodos de diagnóstico adicionales a los programas existentes tales como screening para el hipotiroidismo y la hiperplasia suprarrenal congénita (con Llling y Torresani).
Su interés y trabajo científico, fue fundamental para el análisis moderno del crecimiento y la pubertad. Él y su colega y amigo Tanner, en Londres, fueron de los primeros en introducir precisión matemática en el análisis del crecimiento y desarrollo. A. Prader inició y dirigió el estudio de crecimiento longitudinal de Zúrich y su trabajo es continuado, todavía hoy. Coordinado con cuatro investigaciones en Europa y dos en África, este meticuloso trabajo de décadas dio lugar al establecimiento de referencias, no solo para peso y talla, sino para otros indicadores, como densidad ósea y volumen testicular, desde el nacimiento hasta la edad adulta. Siendo precisamente estas investigaciones las que dieron lugar al orquidómetro de Prader . También fue uno de los primeros en utilizar hormona de crecimiento humana en pacientes con insuficiencia pituitaria.
En los años 60 y 70, tiempo en que la pediatría amenazaba en desintegrarse en varias subespecialidades, él lideró su grupo con buen hacer, y mostró como las subespecialidades podrían integrarse y como la pediatría como conjunto podía ser mantenida. Mientras que la mayoría de los nuevos especialistas tienden a sobreestimar la importancia de su propio campo y no siendo inusual que hiciera algún diagnóstico que había pasado por alto el especialista, A. Prader mostró las proporciones adecuadas a sus estudiantes y residentes. Sus clases las preparaba con todo esmero y como excelente conferenciante, claro y brillante, dirigido por la razón y la lógica, sus conferencias eran siempre motivo de interés en todos los congresos, locales e internacionales, a los que fue invitado alrededor del mundo, alcanzando fama internacional. "De sus conferencias siempre se podía llevar uno a casa un mensaje claro y útil."
Nadie sabe cómo hizo para gestionar un gran hospital y, a la vez, mantenerse al día en prácticamente todos los aspectos relacionados con la pediatría. Pero lo hizo, y los niños, sus pacientes, se beneficiaron de su atención a "todo el niño". Aunque aborrecía la charla "psicológica" sin contenido, y creía solo en aquello que era claro, lógico y razonable, entendió la importancia de la verdadera psicología y la compasión. Nunca habló mucho de esto con sus discípulos, pero estos recibían el mensaje cuando le veían en la cabecera de un niño muy enfermo, y percibían como sus finas maneras y su voz suave tenía un efecto calmante y tranquilizador.
Fue elegido para ser miembro del British Royal College of Paediatrics, la German Akademie der Naturforscher Leopoldina y unas cuantas sociedades más. Recibió doctorados honorarios en las Universidades de Tokushima, Frankfurt, Lyon y Zaragoza (donde su discípulo Dr. Nicolás Ángel Ferrández Longás estableció el Centro Andrea Prader para el estudio del crecimiento), así como importantes premios como el Premio Otto Nägeli (uno de los honores más altos en la ciencia suiza, en raras ocasiones otorgados a clínicos), y la medalla Heubner en Alemania. Naturalmente, también fue presidente, y más tarde miembro honorífico, de la Sociedad Suiza de Pediatría.
Gracias a su iniciativa, se fundó la Sociedad Europea de Endocrinología Pediátrica (ESPE). El año 2002 marcó el 40 Aniversario de esta exitosa sociedad: empezó con una reunión informal de 15 o 20 amigos y se ha convertido en todo un evento con unos 2.000 participantes en la edición de Montreal en el año 2001 (junto con la Sociedad Americana Lawson Wilkins). El Premio Andrea Prader se otorga anualmente a un miembro la ESPE como reconocimiento al liderazgo e implicación en la endocrinología pediátrica, siendo una de las formas de mantener viva su memoria.
Aunque los apreciaba, nunca dio demasiada importancia a los reconocimientos otorgados, y no los hacía públicos. Cuando volvía de un viaje, a menudo no mencionaba que había recibido algún cargo honorífico o alguna otra distinción. Sus discípulos normalmente se enteraban de ello gracias a sus conocidos en el extranjero. Andrea Prader se retiró en 1986 a los 67 años y tras la muerte de su esposa en 1995, su energía física y sus intereses intelectuales empezaron a decaer, como si a causa de la triste pérdida, hubiera perdido el gusto y la curiosidad que caracterizó su vida.
Pasó sus últimos años en una residencia para ancianos y el 3 de junio de 2001, falleció en la ciudad de Zúrich, "uno de los personajes epónimos culminantes de la endocrinología pediátrica, descubridor y primer descriptor de cuando menos cuatro genopatías, gran clínico, intensamente comprometido con la enseñanza y, entre otros tópicos, con el cabal conocimiento del fenómeno del crecimiento y desarrollo corporal", el profesor doctor Andrea Prader.